# Казанчи (род)
Казанчи - род в составе башкир-танып.

## Этническая история
Казанчи по происхождению тюрки. История расселения таныпских родов казанчи и кайпан на самом севере Башкортостана  была связана с эпохой активной кипчакской миграции. 
К собственно таныпским родам казанчи и кайпан имеют лишь территориальное отношение. И те и другие сравнительно поздно (XV—XVI вв.) поселились на таныпских вотчинах, которые, по обычной традиции, считаются в преданиях перешедшими к ним в качестве приданого за таныпскими девушками, на которых казанчинские и кайпанские батыры женились.

## Этноним
В старинных шежере в числе кыпчакских биев упоминается Казанчи-бий. В «Книге моего деда Коркута» фигурирует «Салор-Казан» (или «хан Казан») — один из героических потомков Огуз-хана, «зять Баяндур-хана, счастье остальных огузов». Имя Казан-хана упоминается и в других источниках.